# Unicorn (album d'Empyr)
Albums de Empyr
The Peaceful Riot
(2008)
Unicorn est le deuxième album du groupe français de rock Empyr, publié le 18 avril 2011.

## Liste des chansons
Toutes les chansons sont écrites et composées par Empyr.
| No  | Titre                  | Durée |
| --- | ---------------------- | ----- |
| 1.  | It's Gonna Be          | 2:35  |
| 2.  | Give Me More           | 3:18  |
| 3.  | Do It                  | 3:23  |
| 4.  | Goodbye                | 3:22  |
| 5.  | Helena                 | 2:44  |
| 6.  | Happy & Lost           | 3:10  |
| 7.  | My Own Short New Items | 4:26  |
| 8.  | Souvenir               | 3:07  |
| 9.  | Under The Fur          | 3:25  |
| 10. | Still Here             | 4:31  |
| 11. | Quiet                  | 2:26  |